# 上野未来
上野 未来（うえの みく、1985年9月25日 - ）は、日本の元グラビアアイドル・女優・タレント。サンズ→アーティストハウス・ピラミッドに所属していた。熊本県熊本市出身。

## 来歴・人物
「未来」は文字通り、未来へ向かって健康ですくすく育つよう願って名付けられた。「みく」という読みは母親の強い希望だった。7歳下の弟がいる。
趣味は絵を描くこと・旅行・ダンス、特技はゲーム・バレーボール・バスケットボール、ドッジボール。好きな食べ物は抹茶アイス・寿司。
九州学院中学校・高等学校卒業。中学2年生の夏に母と行ったカラオケ店で、オーディションの募集を見付けて応募、Zepp Fukuokaでのグランプリ大会で審査員特別賞を受賞、これをきっかけとして芸能界入り。デビューして初めての仕事は『週刊ヤングジャンプ』のグラビア。高校在学当時は地元の熊本から東京まで仕事のたびに通っていた。なお、高校生時代の部活はヒップホップダンス部。
2001年からの約2年間、TBS『学校へ行こう!』にレギュラー出演し人気を集めた。CMでは大塚製薬「ファイブ・ミニ」、ブルボン「プチ・シリーズ」で知られる。
『学校へ行こう!』以後は映画やグラビアでの活動が中心。
2006年に最後の所属事務所を離れる。
整音助手など、音響関係でクレジットされている上野未来は同姓同名の別人。

## 作品

### シングル
- 雨（2003年11月21日、ヒット・ファクトリー）森高千里のカバー - C/W『NOW OR NEVER』ブルボン「プチ」CMタイアップ曲

### ビデオ
- さすらいの天使／夢でいいから（2002年9月19日、ポニーキャニオン）両曲共にいしだあゆみのカバー

## 出演

### 映画
- ウォーターボーイズ（2001年） - 実行委員書記・小林 役
- 黄昏流星群 同窓会星団（2002年） - ジュン 役
- 陰詩 クロスラブ（2004年1月17日） - 主演 カナ 役
- 呪霊 劇場版 黒呪霊（2004年3月27日） - 川嶋理絵 役
- ベストフレンド（2004年、NETCINEMA.TV） - 戸田明日香 役
- 大阪プロレス飯店（英語版）（2004年9月、トミー・ロー監督） - 京子役[2]
- 男前 〜泣いて笑って泥まみれ〜（2005年2月12日） - 大塚智美 役
- キラー・ビー（2005年4月9日） - 百合子 役
- 絶食（2005年6月18日） - 副島知子 役
- 逆燐組七人衆（2005年9月10日） - 長谷百合子 役
- ルナハイツ（2005年12月24日） - 日高りん 役
- ルナハイツ2（2006年12月23日） - 日高りん 役

### 舞台
- わたしは真悟（劇団アロッタファジャイナ、原作：楳図かずお、2004年10月26日〜31日） - 真鈴 役
- ダンス・ダンス・ベイビーダンス（劇団アロッタファジャイナ、2005年1月14日 - 16日）

### テレビ番組
- 学校へ行こう!（2001年1月 - 2003年3月、TBS）
- ハマラジャ（2002年4月 - 2002年10月、テレビ東京）
- 真夜中は別の顔（2002年4月 - 2002年4月、NHK）
- いちばん暗いのは夜明け前（2005年7月 - 2005年9月、テレビ東京）第9話「クローゼットの中」ゲスト出演
- 探偵ブギ (2006年1月 - 2006年3月、東京MXテレビ)
- 熊田曜子のリサーチ\（エン）ジェル（2006年、日経CNBC）

### イメージビデオ
- バニラコレクション（2001年12月13日、メディアバンク）
- diary（2002年9月19日、ポニー・キャニオン）
- New Season（2004年7月20日、ラインコミュニケーションズ）
- Good Days（2005年11月25日、マーレ）

### CM
- ジョンソン・エンド・ジョンソン、ジョンソンベビー（2000年）
- NTTドコモ中国（2001年）
- 大塚製薬、ファイブミニ（2002年）
- ブルボン、プチ・シリーズ（2002年 - 2005年） - ベッキーと共演
- レオパレス21（2005年4月 - ）藤原紀香と共演
- 消防庁、春の火災予防運動ポスター
- 日本道路公団、中国横断自動車道・開通ポスター

## 書籍

### 写真集
- futurism（2002年1月29日、集英社） - 塚田和徳撮影 ISBN 978-4-08-780343-3
- MIKU（2002年4月5日、アクアハウス） - 野村誠一撮影 ISBN 978-4-86046-037-2
- 元気!（2002年9月23日、学習研究社） - 奥舜撮影 ISBN 978-4-05-401759-7
- avenir（2004年7月23日、彩文館） - 上野勇撮影 ISBN 978-4-7756-0048-1